# Eleição para mesa diretora da Câmara dos Deputados do Brasil em 2023
A eleição para a Presidência da Câmara dos Deputados do Brasil ocorreu em 1º de fevereiro de 2023, durante o dia de abertura da 3ª Sessão da 57ª Legislatura do Congresso Nacional. Ela resultou na eleição do Presidente da Câmara dos Deputados, de dois vice-presidentes, dos cargos de 1º, 2º, 3º e 4º Secretários da Mesa Diretora e de seus respectivos suplentes.  Os vencedores deterão mandato bienal (2023-2025), impossibilitada a reeleição durante a mesma Legislatura - conforme estabelecido no Art. 5º do Regimento Interno da Câmara dos Deputados.
A eleição foi feita em votação por escrutínio secreto e pelo sistema eletrônico, exigido maioria absoluta de votos, em primeiro escrutínio, e maioria simples, em segundo escrutínio, presente a maioria absoluta dos Deputados. (art. 7º, RICD).
O atual presidente, Arthur Lira, concorreu a um segundo mandato e foi reeleito, ao ser apoiado por um único bloco parlamentar reunindo 20 partidos, incluindo duas federações. Ele obteve a maior votação absoluta de um candidato à Presidência da Câmara, considerados os registros dos últimos 50 anos.

## Candidatos à presidência da Câmara dos Deputados
- Arthur Lira (PP-AL): Lira foi eleito presidente da Câmara dos Deputados em 2021 e concorrerá à reeleição em fevereiro deste ano para mais dois anos de mandato. O deputado alagoano foi eleito para o comando da Casa com 302 votos na eleição passada. Ele foi apoiado, na época, por um bloco formado por 11 partidos (PSL, PP, PSD, PL, Republicanos, Podemos, PTB, Patriota, PSC, PROS e Avante) e tomou posse do cargo logo em seguida à divulgação do resultado. Na eleição interna passada, Lira enfrentou candidatos com campanha forte, como o presidente nacional do MDB, Baleia Rossi (SP). Na época, o deputado alagoense usou como slogan “Para toda a Câmara ter voz”.[3]
- Chico Alencar (PSOL-RJ): Alencar foi deputado federal pelo estado do Rio de Janeiro por quatro mandatos consecutivos (de 2003 a 2019) e vereador da cidade do Rio de Janeiro entre 2021 até fevereiro de 2023, quando assumiu o seu quinto mandato como deputado federal. Ele foi reeleito para a Câmara nas eleições gerais de 2022 com 115.023 votos.[4] Sua candidatura foi anunciada pelo Partido Socialismo e Liberdade em 21 de janeiro de 2023. Nas redes sociais, Alencar afirmou que tem como propósito “marcar uma posição” contra a atual presidência da Câmara.
- Marcel van Hattem (NOVO-RS): Sua candidatura foi anunciada às vésperas da eleição para a presidência da Câmara dos Deputados, no dia 31 de janeiro de 2023. Van Hattem disse que sua candidatura é de oposição ao governo Lula e ao PT, mas independente do ex-presidente da República Jair Bolsonaro (PL). O candidato defendeu a retomada de pautas de combate à corrupção, como o fim do foro privilegiado, e disse ser preciso avançar nas reformas econômicas. Também disse que o Legislativo precisa recuperar o protagonismo lado a lado ao Judiciário e do Executivo. Ainda falou ter “preocupação” com ações ligadas a suposto fisiologismo na Casa. Ele teve o apoio do próprio partido e alguns integrantes do Podemos, como o ex-procurador da República e deputado federal pelo Paraná, Deltan Dallagnol.[5]

### Candidaturas anunciadas
Nota: a tabela a seguir está organizada por blocos partidários.
| Candidato | Candidato                                           | Imagem | Bloco partidário | Estado            |
| --------- | --------------------------------------------------- | ------ | --- | ----------------- |
|           | Arthur Lira Progressistas (PP)                      |        | (PP, Republicanos, PDT, UNIÃO, FE Brasil, PSB, PODE, PSC, PATRI, Solidariedade, PROS, PTB, MDB, PL, PSD, Federação PSDB Cidadania, Avante) | Alagoas           |
|           | Chico Alencar Partido Socialismo e Liberdade (PSOL) |        | (Federação PSOL REDE) | Rio de Janeiro    |
|           | Marcel van Hattem Partido Novo (NOVO)               |        | (NOVO) | Rio Grande do Sul |

## Resultados por cargo

### Presidente
Arthur Lira obteve a maioria absoluta dos votos e foi reeleito em turno único.
| Candidato         | Número de Votos | Partido | Bloco | UF                | %     |
| ----------------- | --------------- | ------- | --- | ----------------- | ----- |
| Arthur Lira       | 464             | PP      | PP, Republicanos, PDT, UNIÃO, FE Brasil, PSB, PODE, PSC, Patriota, Solidariedade, PROS, PTB, MDB, PL, PSD, Federação PSDB Cidadania, Avante | Alagoas           | 92,06 |
| Chico Alencar     | 21              | PSOL    | Federação PSOL REDE | Rio de Janeiro    | 4,17  |
| Marcel van Hattem | 19              | NOVO    | NOVO | Rio Grande do Sul | 3,77  |
| Brancos           | 5               | –       | – | –                 | 0,98  |
| Abstenções        | 4               | –       | – | –                 | 0,78  |
| Votos válidos     | 504             | –       | – | –                 | 99,02 |
| Votos totais      | 509             | –       | – | –                 | 100   |
| Eleitores aptos   | 513             | –       | – | –                 | 99,22 |

| Partido | Partido | Candidato  | Votos | Votos (%) |
| ------- | ------- | ---------- | ----- | --------- |
|         | PP      | Lira       | 464   | 92,06%    |
|         | PSOL    | Alencar    | 21    | 4,17%     |
|         | NOVO    | van Hattem | 19    | 3,77%     |
| Totais  | Totais  | Totais     | 504   |           |

### 1.º Vice-presidente
Marcos Pereira (Republicanos-SP), foi o único candidato à vice-presidente. Foi eleito para um segundo mandato não consecutivo na vice-presidência da Câmara dos Deputados com 458 votos.
| Candidato       | Número de Votos | Partido      | Bloco | UF        | %     |
| --------------- | --------------- | ------------ | --- | --------- | ----- |
| Marcos Pereira  | 458             | Republicanos | PP, Republicanos, PDT, UNIÃO, FE Brasil, PSB, PODE, PSC, Patriota, Solidariedade, PROS, PTB, MDB, PL, PSD, Federação PSDB Cidadania, Avante | São Paulo | 100   |
| Brancos         | 51              | –            | – | –         | 10,02 |
| Abstenções      | 4               | –            | – | –         | 0,78  |
| Votos válidos   | 458             | –            | – | –         | 89,98 |
| Votos totais    | 509             | –            | – | –         | 100   |
| Eleitores aptos | 513             | –            | – | –         | 99,22 |

| Partido | Partido      | Candidato | Votos | Votos (%) |
| ------- | ------------ | --------- | ----- | --------- |
|         | Republicanos | Marcos    | 458   | 100%      |
| Totais  | Totais       | Totais    | 458   |           |

### 2.º Vice-presidente
Para a segunda vice-presidência, houve disputa entre dois candidatos: Sóstenes Cavalcante e Luciano Vieira, ambos filiados ao PL do Rio de Janeiro. Sóstenes foi eleito com 385 votos e Vieira concorreu com uma candidatura avulsa e obteve 94 votos.
| Candidato           | Número de Votos | Partido | Bloco | UF             | %     |
| ------------------- | --------------- | ------- | --- | -------------- | ----- |
| Sóstenes Cavalcante | 385             | PL      | PP, Republicanos, PDT, UNIÃO, FE Brasil, PSB, PODE, PSC, Patriota, Solidariedade, PROS, PTB, MDB, PL, PSD, Federação PSDB Cidadania, Avante | Rio de Janeiro | 80,38 |
| Luciano Vieira      | 94              | PL      | Candidatura avulsa | Rio de Janeiro | 19,62 |
| Brancos             | 30              | –       | – | –              | 5,9   |
| Abstenções          | 4               | –       | – | –              | 0,78  |
| Votos válidos       | 479             | –       | – | –              | 94,1  |
| Votos totais        | 509             | –       | – | –              | 100   |
| Eleitores aptos     | 513             | –       | – | –              | 99,22 |

| Partido | Partido | Candidato | Votos | Votos (%) |
| ------- | ------- | --------- | ----- | --------- |
|         | PL      | Sóstenes  | 385   | 80,38%    |
|         | PL      | Vieira    | 94    | 19,62%    |
| Totais  | Totais  | Totais    | 479   |           |

### 1.ª Secretaria
Luciano Bivar (UNIÃO-PE) foi o único candidato à 1.ª Secretaria da Câmara dos Deputados. Foi eleito com 411 votos.
| Candidato       | Número de Votos | Partido | Bloco | UF         | %     |
| --------------- | --------------- | ------- | --- | ---------- | ----- |
| Luciano Bivar   | 411             | UNIÃO   | PP, Republicanos, PDT, UNIÃO, FE Brasil, PSB, PODE, PSC, Patriota, Solidariedade, PROS, PTB, MDB, PL, PSD, Federação PSDB Cidadania, Avante | Pernambuco | 100   |
| Brancos         | 98              | –       | – | –          | 19,25 |
| Abstenções      | 4               | –       | – | –          | 0,78  |
| Votos válidos   | 411             | –       | – | –          | 80,75 |
| Votos totais    | 509             | –       | – | –          | 100   |
| Eleitores aptos | 513             | –       | – | –          | 99,22 |

| Partido | Partido | Candidato | Votos | Votos (%) |
| ------- | ------- | --------- | ----- | --------- |
|         | UNIÃO   | Bivar     | 411   | 100%      |
| Totais  | Totais  | Totais    | 411   |           |

### 2.ª Secretaria
Maria do Rosário (PT-RS) foi a única candidata à 2.ª Secretaria da Câmara dos Deputados. Foi eleita com 371 votos.
| Candidato        | Número de Votos | Partido | Bloco | UF                | %     |
| ---------------- | --------------- | ------- | --- | ----------------- | ----- |
| Maria do Rosário | 371             | PT      | PP, Republicanos, PDT, UNIÃO, FE Brasil, PSB, PODE, PSC, PATRI, Solidariedade, PROS, PTB, MDB, PL, PSD, Federação PSDB Cidadania, Avante | Rio Grande do Sul | 100   |
| Brancos          | 138             | –       | – | –                 | 27,11 |
| Abstenções       | 4               | –       | – | –                 | 0,78  |
| Votos válidos    | 371             | –       | – | –                 | 72,89 |
| Votos totais     | 509             | –       | – | –                 | 100   |
| Eleitores aptos  | 513             | –       | – | –                 | 99,22 |

| Partido | Partido | Candidato | Votos | Votos (%) |
| ------- | ------- | --------- | ----- | --------- |
|         | PT      | Maria     | 371   | 100%      |
| Totais  | Totais  | Totais    | 371   |           |

### 3.ª Secretaria
Júlio César (PSD-PI) foi o único candidato à 3.ª Secretaria da Câmara dos Deputados. Foi eleito com 467 votos.
| Candidato       | Número de Votos | Partido | Bloco | UF    | %     |
| --------------- | --------------- | ------- | --- | ----- | ----- |
| Júlio César     | 467             | PSD     | PP, Republicanos, PDT, UNIÃO, FE Brasil, PSB, PODE, PSC, Patriota, Solidariedade, PROS, PTB, MDB, PL, PSD, Federação PSDB Cidadania, Avante | Piauí | 100   |
| Brancos         | 42              | –       | – | –     | 8,25  |
| Abstenções      | 4               | –       | – | –     | 0,78  |
| Votos válidos   | 467             | –       | – | –     | 91,75 |
| Votos totais    | 509             | –       | – | –     | 100   |
| Eleitores aptos | 513             | –       | – | –     | 99,22 |

| Partido | Partido | Candidato | Votos | Votos (%) |
| ------- | ------- | --------- | ----- | --------- |
|         | PSD     | Júlio     | 467   | 100%      |
| Totais  | Totais  | Totais    | 467   |           |

### 4.ª Secretaria
Lucio Mosquini (MDB-RO) foi o único candidato à 4.ª Secretaria da Câmara dos Deputados. Foi eleito com 447 votos.
| Candidato       | Número de Votos | Partido | Bloco | UF       | %     |
| --------------- | --------------- | ------- | --- | -------- | ----- |
| Lucio Mosquini  | 447             | MDB     | PP, Republicanos, PDT, UNIÃO, FE Brasil, PSB, PODE, PSC, Patriota, Solidariedade, PROS, PTB, MDB, PL, PSD, Federação PSDB Cidadania, Avante | Rondônia | 100   |
| Brancos         | 62              | –       | – | –        | 12,18 |
| Abstenções      | 4               | –       | – | –        | 0,78  |
| Votos válidos   | 447             | –       | – | –        | 87,82 |
| Votos totais    | 509             | –       | – | –        | 100   |
| Eleitores aptos | 513             | –       | – | –        | 99,22 |

| Partido | Partido | Candidato | Votos | Votos (%) |
| ------- | ------- | --------- | ----- | --------- |
|         | MDB     | Mosquini  | 447   | 100%      |
| Totais  | Totais  | Totais    | 447   |           |

### Suplentes
Na eleição de suplentes, cada parlamentar vota em 4 suplentes ao mesmo tempo, e os 4 mais votados, vencem.
| Candidato           | Número de Votos | Partido | Bloco | UF                 |
| ------------------- | --------------- | ------- | --- | ------------------ |
| Gilberto Nascimento | 420             | PSC     | PP, Republicanos, PDT, UNIÃO, FE Brasil, PSB, PODE, PSC, Patriota, Solidariedade, PROS, PTB, MDB, PL, PSD, Federação PSDB Cidadania, Avante | São Paulo          |
| Pompeo de Mattos    | 398             | PDT     | PP, Republicanos, PDT, UNIÃO, FE Brasil, PSB, PODE, PSC, Patriota, Solidariedade, PROS, PTB, MDB, PL, PSD, Federação PSDB Cidadania, Avante | Rio Grande do Sul  |
| Beto Pereira        | 389             | PSDB    | PP, Republicanos, PDT, UNIÃO, FE Brasil, PSB, PODE, PSC, Patriota, Solidariedade, PROS, PTB, MDB, PL, PSD, Federação PSDB Cidadania, Avante | Mato Grosso do Sul |
| André Ferreira      | 382             | PL      | PP, Republicanos, PDT, UNIÃO, FE Brasil, PSB, PODE, PSC, Patriota, Solidariedade, PROS, PTB, MDB, PL, PSD, Federação PSDB Cidadania, Avante | Pernambuco         |
| Brancos             | 447             | –       | – | –                  |
| Eleitores aptos     | 513             | –       | – | –                  |